# Чупринюк Олександр Анатолійович
Чупринюк Олександр Анатолійович (нар. 8 серпня 1986, Вишневе) — український економіст, громадський діяч, волонтер. Керівник відділу економічних досліджень Інституту національного розвитку, власник рекорду України «Найдовший груповий велопробіг», шанований мешканець міста Вишневе.

## Життєпис
У 2006—2011 роках працював головним спеціалістом та старшим економістом у банках, таких як: Родовід Банк та Банк «Київ».
У 2012—2015 роках працював провідним фахівцем зі соціальної роботи та тренером у Києво-Святошинському районному центрі соціальних служб для сім'ї, дітей та молоді. Координував напрямок роботи з молоддю, провів велику кількість лекцій та семінарів для школярів. Проводив тренінги для соціальних працівників. Співпрацював з кримінально-виконавчою інспекцією Державної пенітенціарної служби України щодо профілактики правопорушень серед молоді.

## Спортивна діяльність
З 2014 року активно займається велоспортом. В тому ж році разом з Валерієм Горбатим дав інтерв'ю для журналу «Forbes» про їх створення велосипеда з дерев'яною рамою. У 2015 році став співзасновником спортивного клубу «Cherry sport club (CSC Cycling)» на відкриті якого виступав Андрій Грівко. У 2016 році встановив рекорд України «Найдовший груповий велопробіг» в рамках велопробігу «Українці в Європі». Проїхавши 11059 км за 102 дні згідно маршруту Львів-Лісабон-Одеса. У вересні Олександр потрапив до дошку пошани міста Вишневе, через його активну громадську діяльність.

## Громадсько-політична діяльність
У 2013 році став учасником Революції гідності. На початку Російсько-української війни у 2014 році був організатором волонтерських допомог з Балтійських країн та Польщі для українських добровольчих підрозділів. Восени 2014 року займався підготовкою роботи виборчого штабу Ігора Мазура — кандидата в народні депутати по 95-му виборчому округу. За підсумками голосування кандидат зайняв 4 місце.
У 2018—2019 роках керував проєктним відділом політичної партії «Національний корпус».
У 2019 році балотувався в депутати до Верховної Ради України за єдиним списком українських націоналістів (формально — список Всеукраїнського об'єднання «Свобода».
З 2020 працює керівником відділу економічних досліджень в Інституті національного розвитку. Презентував економічну частину «Плану деокупації та реінтеграції окупованих територій» разом з Андрієм Білецьким та Сергієм Кривоносом.
Модерував ряд конференцій з безпекових питань за участі представників державних органів, дипломатів та громадських інституцій та експертом різних заходів.
Веде власний YouTube-канал про економіку, безпеку, HR та державне управління. Олександр Чупринюк на YouTube Являється керівником громадської організації «Національний моніторинг».